# Septotrapelia
Septotrapelia is een geslacht van korstmossen behorend tot de familie Byssolomataceae. De typesoort is Sporopodiopsis sipmanii.

## Soorten
Volgens Index Fungorum bevat het geslacht vier soorten (peildatum januari 2022)
| Soortnaam                  | Auteur(s)                | Publicatiejaar |
| -------------------------- | ------------------------ | -------------- |
| Septotrapelia glauca       | Aptroot & Chaves         | 2007           |
| Septotrapelia multiseptata | Aptroot & K.H. Moon      | 2014           |
| Septotrapelia triseptata   | (Hepp) Aptroot           | 2007           |
| Septotrapelia usnica       | (Sipman) Kalb & Bungartz | 2013           |